# Почеп (Торопецкий район)
Почеп — деревня в центральной части Торопецкого района Тверской области. Входит в состав Пожинского сельского поселения.

## География
Деревня расположена в 18 км (по автодороге — 23 км) к северо-западу от районного центра Торопец. Деревню окружают три озера — Почепское, Трашковское и Веселовское.

## История
В списке населённых мест Псковской губернии за 1885 год значатся погост Почеп (10 жителей) и сельцо Почеп (2 жителя).
Ранее в деревне находилась деревянная церковь Рождества Христова, построенная в 1768 году. Сгорела в 1987 году. Сохранились остатки фундамента и ступеней, несколько сгнивших прицерковных построек, на месте алтаря установлен крест.

## Климат
Деревня, как и весь район, относится к умеренному поясу северного полушария и находится в области переходного климата от океанического к материковому. Лето с температурным режимом +15…+20 °С (днём +20…+25 °С), зима умеренно-морозная −10…−15 °С; при вторжении арктических воздушных масс до −30…-40 °С.
Среднегодовая скорость ветра 3,5—4,2 метра в секунду.

## Население
| 2010 |
| ---- |
| 1    |